# Hong Kong
Hong Kong (en cantonés: 香港; en pinyin: Xiānggǎng) és un país format principalment per una ciutat i, des de 1997, una regió administrativa especial de la República Popular de la Xina, que comprèn una extensió d'uns 1.000 km² a la costa sud-est de l'estat. És un dels principals centres econòmics i financers del món, i el seu port és un dels més actius de l'Àsia. Geogràficament està format per un petit arxipèlag, on destaca l'illa de Hong Kong, i per la península de Kowloon.
La cultura popular s'assembla molt a la de Canton. També s'hi parla cantonès i anglès, herència de la presència colonial, i són les dues llengües cooficials. L'Estat xinès vol normalitzar l'ús del mandarí a les escoles.
Té un parlament propi, amb un sistema de partits que trien una assemblea autònoma amb eleccions democràtiques. Forma part d'algunes organitzacions internacionals amb independència de la Xina, per exemple l'Organització Mundial del Comerç.

## Història
Encara que s'hi han pogut trobar assentaments humans des de l'època neolítica, la seva història recent està lligada al colonialisme britànic. L'illa de Hong Kong va ser conquerida el 1841 pels britànics durant la Primera Guerra de l'opi i utilitzada com a port franc per al comerç amb la Xina continental. Després de la Segona Guerra de l'opi, el 9 de juny de 1898 per la Segona Convenció de Pequín la dinastia Qing va cedir els Nous Territoris (algunes illes més i la península de Kowloon) als britànics per un període de 100 anys. Durant aquests anys Hong Kong va desenvolupar un govern propi democràtic i amb llibertats homologables a la resta del món.
En apropar-se el final de la cessió, el 1984 se signà un tractat per restablir la sobirania xinesa sobre Hong Kong. L'1 de juliol de 1997 tots els territoris britànics que formaven Hong Kong van passar a formar part de la regió administrativa especial depenent de la República Popular de la Xina. Per això té unes llibertats, una economia i un nivell de vida diferenciats de la resta de la Xina. Un ciutadà xinès necesita un visat per a entrar a Hong Kong.

## Denominació i divisió administrativa
El nom se sol escriure com a Hongkong fins que el govern adoptà oficialment la forma actual el 1926. No obstant això, algunes velles organitzacions seculars segueixen utilitzant noms anteriors, com Hongkong Post. Mentre que els noms de la majoria de les ciutats de la República Popular de la Xina s'han romanitzat a l'anglès utilitzant el pinyin, el nom oficial en anglès és Hong Kong en comptes de Xianggang.
En la dècada del 1860, sovint, els residents que parlaven el mateix dialecte s'agrupaven i era més important l'estructura social que l'estructura per zones. Els comerciants solien viatjar junts, com ho feien els gremis, i venien els béns comuns en les diferents àrees. Algunes organitzacions com Pak Nam Kong, Tung Wah Hospital Comittee i District Watch Comittee sovint han transcendit els límits dels districtes d'origen. El concepte de la separació per zones només arribà a ser important al voltant de 1870, quan van augmentar els conflictes culturals entre els coolies (peons), els xinesos i anglesos. Una de les primeres temptatives legals als districtes de control arribà l'any 1888 en el marc de l'European District Reservation Ordinance, que determinava zones reservades exclusivament als europeus. La primera ordenança d'urbanisme (Town Planning Ordinance) no va aparèixer fins al 1939.
El sistema d'administració del districte es va dur a terme el 1982 amb l'establiment d'una junta i un comitè de gestió en cada un dels districtes de Hong Kong. L'objectiu del pla era aconseguir una coordinació més eficaç de les activitats governamentals en la prestació de serveis i instal·lacions dels districtes, perquè el govern respongués a les necessitats i problemes de la zona i promogués la participació pública en els afers locals. Des del dia 1 de juliol de 1997 fins al 31 de desembre de 1999, les antigues juntes de districte se substituïren per les juntes de districte provisionals i aquestes van ser al seu torn substituïdes l'1 de gener de 2000 per 18 consells de districte.
Hi ha hagut dos canvis importants en les divisions dels districtes: 
1. El 1985, el districte Kwai Tsing se'n separà del de Tsuen Wan.
2. El 1994, el districte Yau Tsim i el de Mong Kok se'n fusionaren per convertir-se en el districte Yau Tsim Mong.

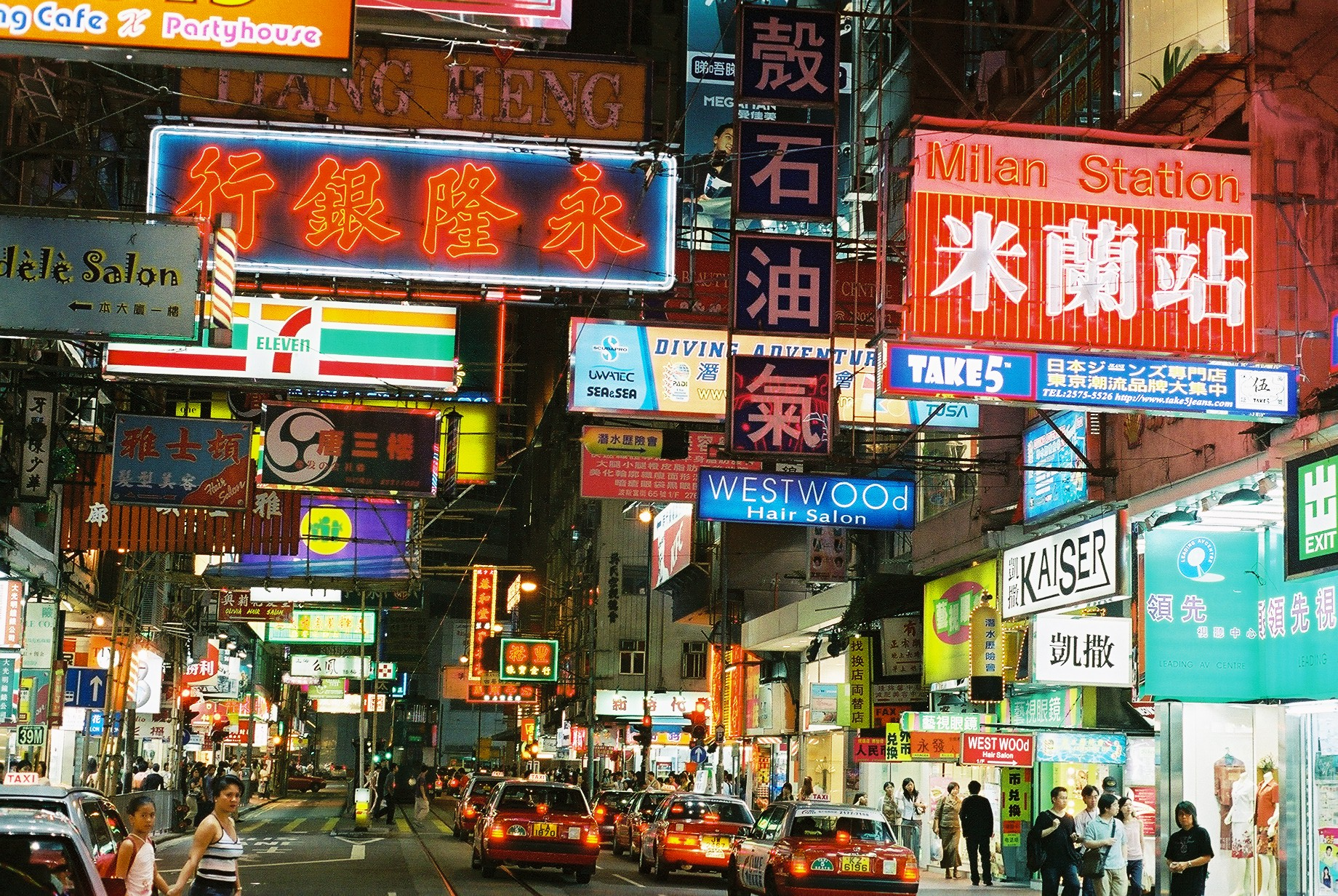
La intensa activitat comercial de la ciutat no s'atura a la nit

### Taula de districtes
Hong Kong està dividit en 18 districtes administratius, cadascú representat per un consell que avisa i recomana accions al govern en temes com millores públiques, programes de la comunitat, activitats culturals i millores ambientals. Hi ha un total de 534 places en els consells de districte: 405 en són escollides i la resta són assignades pel cap de l'executiu i 27 representants ex officio dels comitès rurals. El Departament d'Interior del govern comunica les polítiques i els plans d'actuació al públic general per les oficines de districte.
Els 18 districtes es poden separar en tres àrees, usades sovint per a temes estadístics. L'illa de Hong Kong és la colònia original de 1842, i conté el centre financer de la ciutat a la costa septentrional. Kowloon és al nord del port de la Victòria, del qual la part sud fou cedida el 1860. La major part dels Nous Territoris i la porció nord de Kowloon (Nou Kowloon) amb l'excepció de la ciutat emmurallada de Kowloon, van ser l'afegit final als territoris de Hong Kong el 1898.
Hong Kong té un sistema de govern unitari; no n'hi ha governs locals d'ençà que els consells municipals es van abolir l'any 2000.

## Clima
El clima de Hong Kong és subtropical i monsònic, amb hiverns frescos i secs i amb estius calorosos i humits. La mitjana de precipitacions anuals és elevada, però el 80% de les pluges se solen concentrar entre maig i setembre. Ocasionalment Hong Kong es veu afectada per  ciclons tropicals entre els mesos d'abril i setembre, però són més habituals entre juliol i setembre. La temperatura mitjana de Hong Kong varia entre els 17° C al gener als 29° C al juliol.
Els 3 mesos més plujosos són juny, juliol i agost, quan superen els 400 mm; agost és el més plujós, amb pluges de 451 mm. El mes menys plujós és desembre, amb pluges de 38 mm.
| Dades climàtiques a Hong Kong (Observatori de Hong Kong)                             | Dades climàtiques a Hong Kong (Observatori de Hong Kong) | Dades climàtiques a Hong Kong (Observatori de Hong Kong) | Dades climàtiques a Hong Kong (Observatori de Hong Kong) | Dades climàtiques a Hong Kong (Observatori de Hong Kong) | Dades climàtiques a Hong Kong (Observatori de Hong Kong) | Dades climàtiques a Hong Kong (Observatori de Hong Kong) | Dades climàtiques a Hong Kong (Observatori de Hong Kong) | Dades climàtiques a Hong Kong (Observatori de Hong Kong) | Dades climàtiques a Hong Kong (Observatori de Hong Kong) | Dades climàtiques a Hong Kong (Observatori de Hong Kong) | Dades climàtiques a Hong Kong (Observatori de Hong Kong) | Dades climàtiques a Hong Kong (Observatori de Hong Kong) | Dades climàtiques a Hong Kong (Observatori de Hong Kong) |
| Mes                                                                                  | gen                                                      | febr                                                     | març                                                     | abr                                                      | maig                                                     | juny                                                     | jul                                                      | ag                                                       | set                                                      | oct                                                      | nov                                                      | des                                                      | anual                                                    |
| ------------------------------------------------------------------------------------ | -------------------------------------------------------- | -------------------------------------------------------- | -------------------------------------------------------- | -------------------------------------------------------- | -------------------------------------------------------- | -------------------------------------------------------- | -------------------------------------------------------- | -------------------------------------------------------- | -------------------------------------------------------- | -------------------------------------------------------- | -------------------------------------------------------- | -------------------------------------------------------- | -------------------------------------------------------- |
| Màxima rècord °C (°F)                                                                | 26.9 (80.4)                                              | 28.3 (82.9)                                              | 30.1 (86.2)                                              | 33.4 (92.1)                                              | 35.5 (95.9)                                              | 36.8 (98.2)                                              | 38.0 (100.4)                                             | 36.3 (97.3)                                              | 35.2 (95.4)                                              | 34.3 (93.7)                                              | 31.8 (89.2)                                              | 28.7 (83.7)                                              | 40 (104)                                                 |
| Màxima mitjana °C (°F)                                                               | 18.6 (65.5)                                              | 18.9 (66)                                                | 21.4 (70.5)                                              | 25.0 (77)                                                | 28.4 (83.1)                                              | 30.2 (86.4)                                              | 31.4 (88.5)                                              | 31.1 (88)                                                | 30.1 (86.2)                                              | 27.8 (82)                                                | 24.1 (75.4)                                              | 20.2 (68.4)                                              | 25.6 (78.1)                                              |
| Mitjana diària °C (°F)                                                               | 16.3 (61.3)                                              | 16.8 (62.2)                                              | 19.1 (66.4)                                              | 22.6 (72.7)                                              | 25.9 (78.6)                                              | 27.9 (82.2)                                              | 28.8 (83.8)                                              | 28.6 (83.5)                                              | 27.7 (81.9)                                              | 25.5 (77.9)                                              | 21.8 (71.2)                                              | 17.9 (64.2)                                              | 23.3 (73.9)                                              |
| Mínima mitjana °C (°F)                                                               | 14.5 (58.1)                                              | 15.0 (59)                                                | 17.2 (63)                                                | 20.8 (69.4)                                              | 24.1 (75.4)                                              | 26.2 (79.2)                                              | 26.8 (80.2)                                              | 26.6 (79.9)                                              | 25.8 (78.4)                                              | 23.7 (74.7)                                              | 19.8 (67.6)                                              | 15.9 (60.6)                                              | 21.4 (70.5)                                              |
| Mínima rècord °C (°F)                                                                | 0.0 (32)                                                 | 2.4 (36.3)                                               | 4.8 (40.6)                                               | 9.9 (49.8)                                               | 15.4 (59.7)                                              | 19.2 (66.6)                                              | 21.7 (71.1)                                              | 21.6 (70.9)                                              | 18.4 (65.1)                                              | 13.5 (56.3)                                              | 6.5 (43.7)                                               | 4.3 (39.7)                                               | 0.0 (32)                                                 |
| Precipitació mitjana mm (polzades)                                                   | 24.7 (0.972)                                             | 54.4 (2.142)                                             | 82.2 (3.236)                                             | 174.7 (6.878)                                            | 304.7 (11.996)                                           | 456.1 (17.957)                                           | 376.5 (14.823)                                           | 432.2 (17.016)                                           | 327.6 (12.898)                                           | 100.9 (3.972)                                            | 37.6 (1.48)                                              | 26.8 (1.055)                                             | 2.398,5 (94,429)                                         |
| Mitjana de dies de precipitació                                                      | 5.37                                                     | 9.07                                                     | 10.90                                                    | 12.00                                                    | 14.67                                                    | 19.07                                                    | 17.60                                                    | 16.93                                                    | 14.67                                                    | 7.43                                                     | 5.47                                                     | 4.47                                                     | 137.63                                                   |
| Humitat relativa mitjana (%)                                                         | 74                                                       | 80                                                       | 82                                                       | 83                                                       | 83                                                       | 82                                                       | 81                                                       | 81                                                       | 78                                                       | 73                                                       | 71                                                       | 69                                                       | 78                                                       |
| Mitjana mensual d'hores de sol                                                       | 143.0                                                    | 94.2                                                     | 90.8                                                     | 101.7                                                    | 140.4                                                    | 146.1                                                    | 212.0                                                    | 188.9                                                    | 172.3                                                    | 193.9                                                    | 180.1                                                    | 172.2                                                    | 1.835,6                                                  |
| Font: Observatori de Hong Kong(normals 1981-2010, extremes 1884-1939 i 1947-present) |                                                          |                                                          |                                                          |                                                          |                                                          |                                                          |                                                          |                                                          |                                                          |                                                          |                                                          |                                                          |                                                          |

## Economia

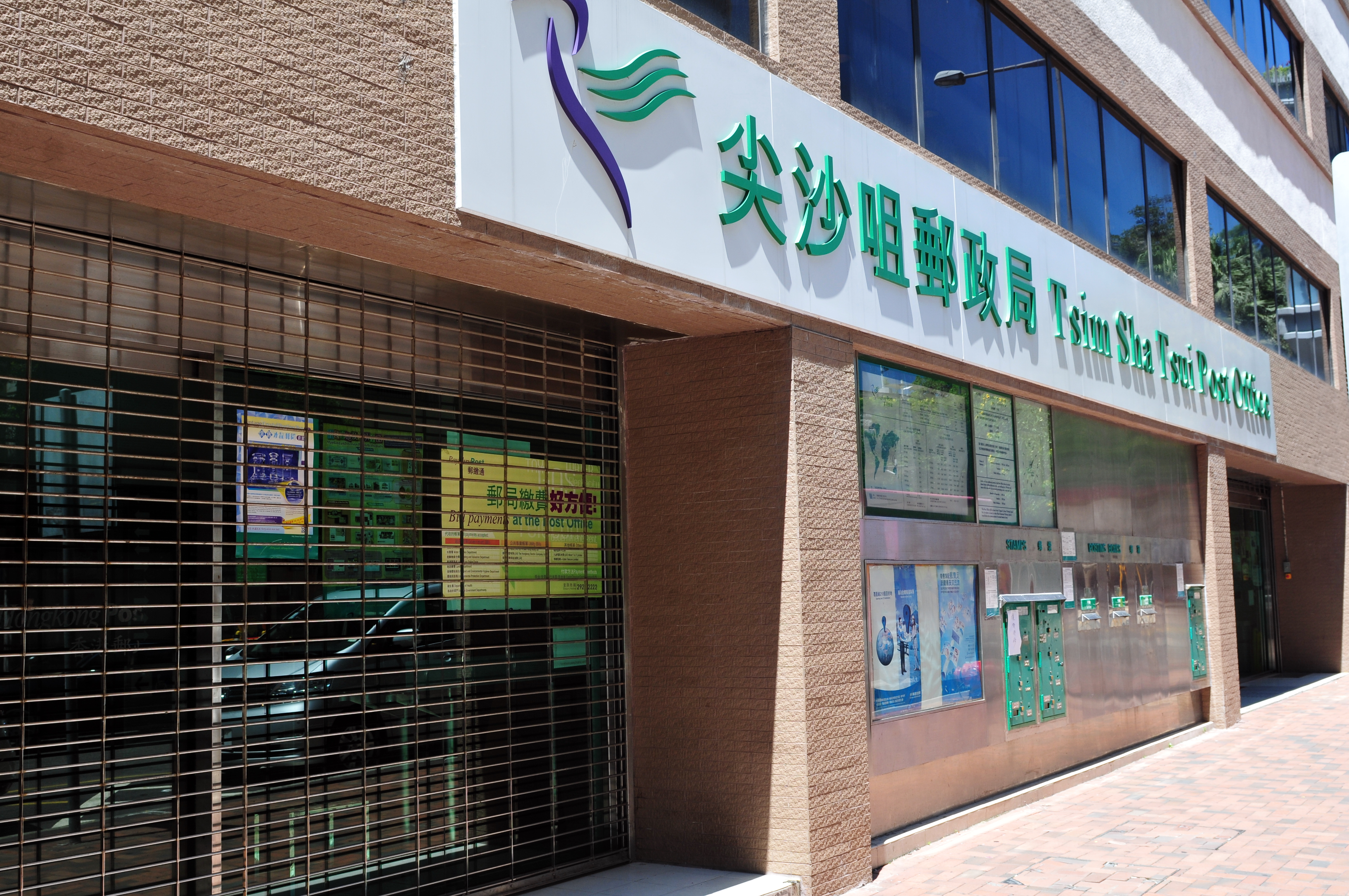
Hong Kong Post

Hong Kong té una economia de lliure mercat molt dependent del comerç i les finances internacionals: el valor del comerç de béns i serveis és quatre vegades superior al seu PIB. L'economia es basa en els serveis (principalment a la borsa de valors, comerç i serveis bancaris). La borsa de valors de Hong Kong és una de les més actives d'Àsia. En aquesta ciutat hi ha turisme de negocis (però té altres atractius). La ciutat és seu de diverses empreses xineses.

### Aeroport
Amb dades de l'any 2016, l'Aeroport Internacional de Hong Kong és el vuitè del món en trànsit de passatgers i el primer del món en trànsit de càrrega.

## Demografia

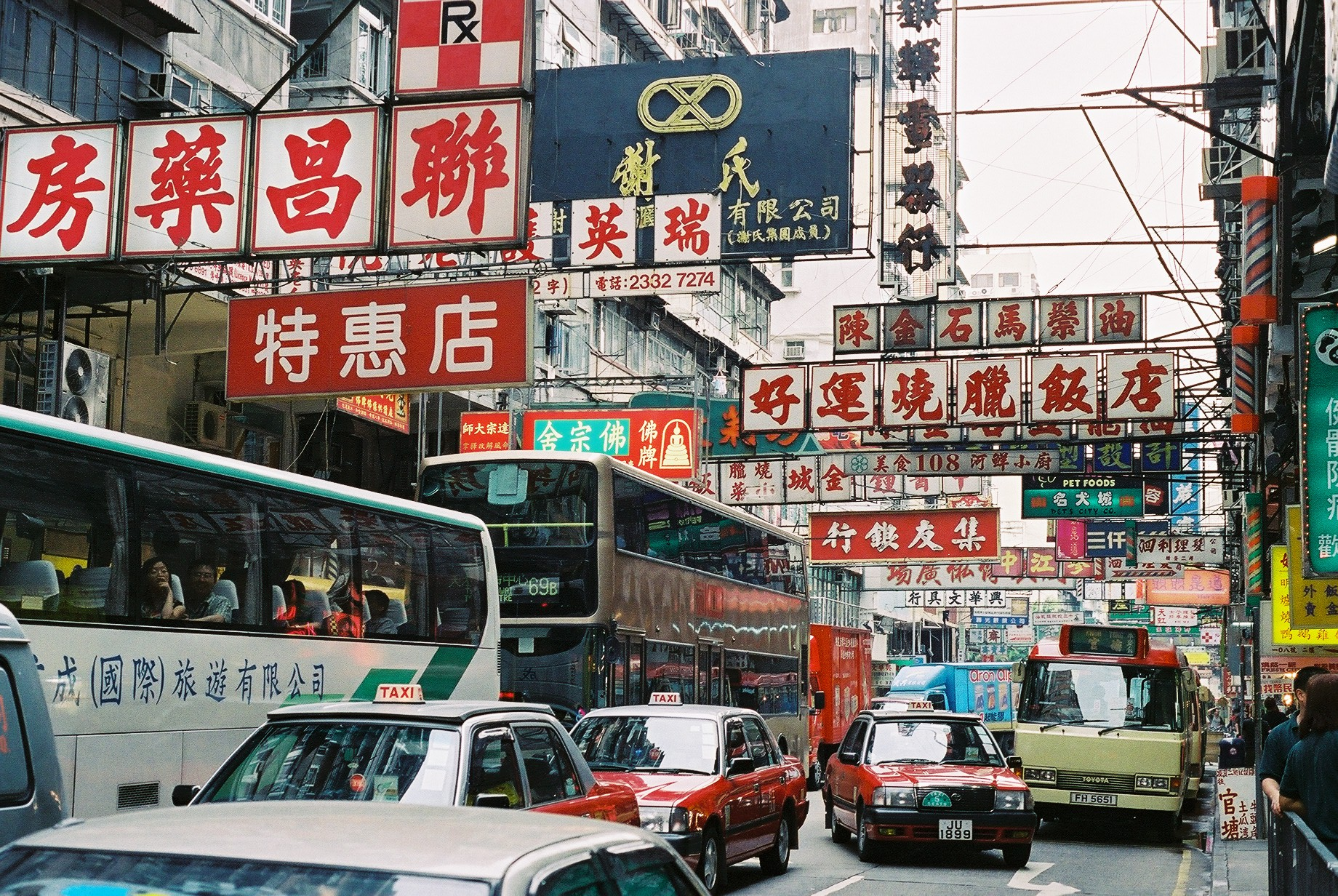
Vista d'un carrer comercial de Kowloon. El territori de Hong Kong té una altíssima densitat de població

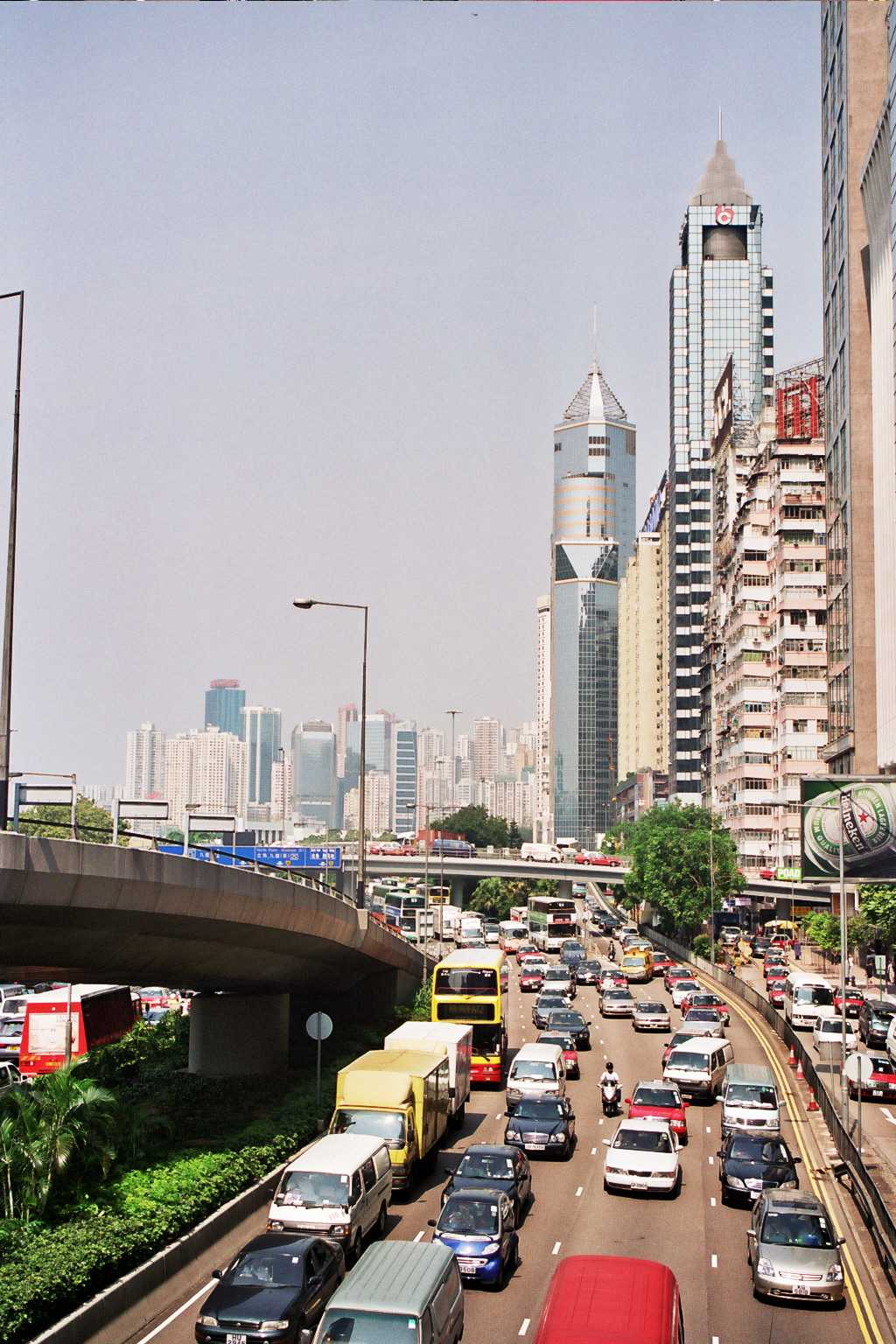
Carrer al districte de Wan Chai

L'any 2005, la població de Hong Kong superava els set milions d'habitants, la qual cosa la convertia en la quarta àrea metropolitana més gran de la República Popular de la Xina. La seva densitat de població arriba als 6.200 habitants per km².
Kowloon té històricament el demèrit d'haver estat el nucli urbà amb la densitat de població més gran del planeta: assolí el 1991 la xifra de 40.426 hab/km² amb 1.900.000 habitants i 47 km².
Hong Kong té una taxa de fertilitat de 0,94 fills per dona, una de les més baixes del món, i molt inferior als 2,1 nens per dona que calen per mantenir el nivell de població. Malgrat això, la població continua augmentant per la immigració procedent de la Xina continental.
Tot i aquesta alta densitat de població, es diu de Hong Kong que és una de les ciutats amb més espais verds d'Àsia. La major part dels seus habitants resideix en edificis alts d'apartaments, cosa que concentra la població en zones urbanitzades, mentre la major part del territori consisteix en parcs i boscos. La quantitat d'illes i les costes sinuoses doten el territori de moltíssimes badies i platges poc accessibles. Malgrat això, Hong Kong és una de les ciutats més contaminades del món.
El cantonès és la llengua xinesa més estesa entre la població xinesa de Hong Kong. La llengua parlada en l'entorn familiar és cantonès vernacle més o menys pur, mentre que en situacions formals, com ara discursos polítics o programes de televisió i ràdio, es fa servir un híbrid de mandarí i cantonès, en el qual el vocabulari i la gramàtica pròpies del mandarí es pronuncien amb la lectura cantonesa dels caràcters. El llenguatge escrit formal és el xinès mandarí, però també abunda el cantonès escrit en la literatura popular. L'anglès, parlat per la comunitat d'origen estranger i part de la població xinesa, és un idioma cooficial juntament amb el xinès.
A Hong Kong es practiquen totes les religions tradicionals xineses. El culte als ancestres hi és predominant per la forta influència confuciana, mentre que el cristianisme és practicat per un 10% de la població. La comunitat cristiana es divideix en parts aproximadament iguals entre catòlics i protestants. Es calcula que hi ha també al voltant de 70.000 musulmans a Hong Kong, i entre 2.000 i 3.000 jueus.
Al voltant del 95% dels habitants de Hong Kong tenen ascendència xinesa han. La població d'origen europeu suposa al voltant de l'1,5% del total. També hi ha una comunitat important d'origen indi, que s'establí al territori durant l'època colonial britànica, i una gran comunitat filipina, formada sobretot per dones joves que treballen com a empleades domèstiques.

## Arquitectura

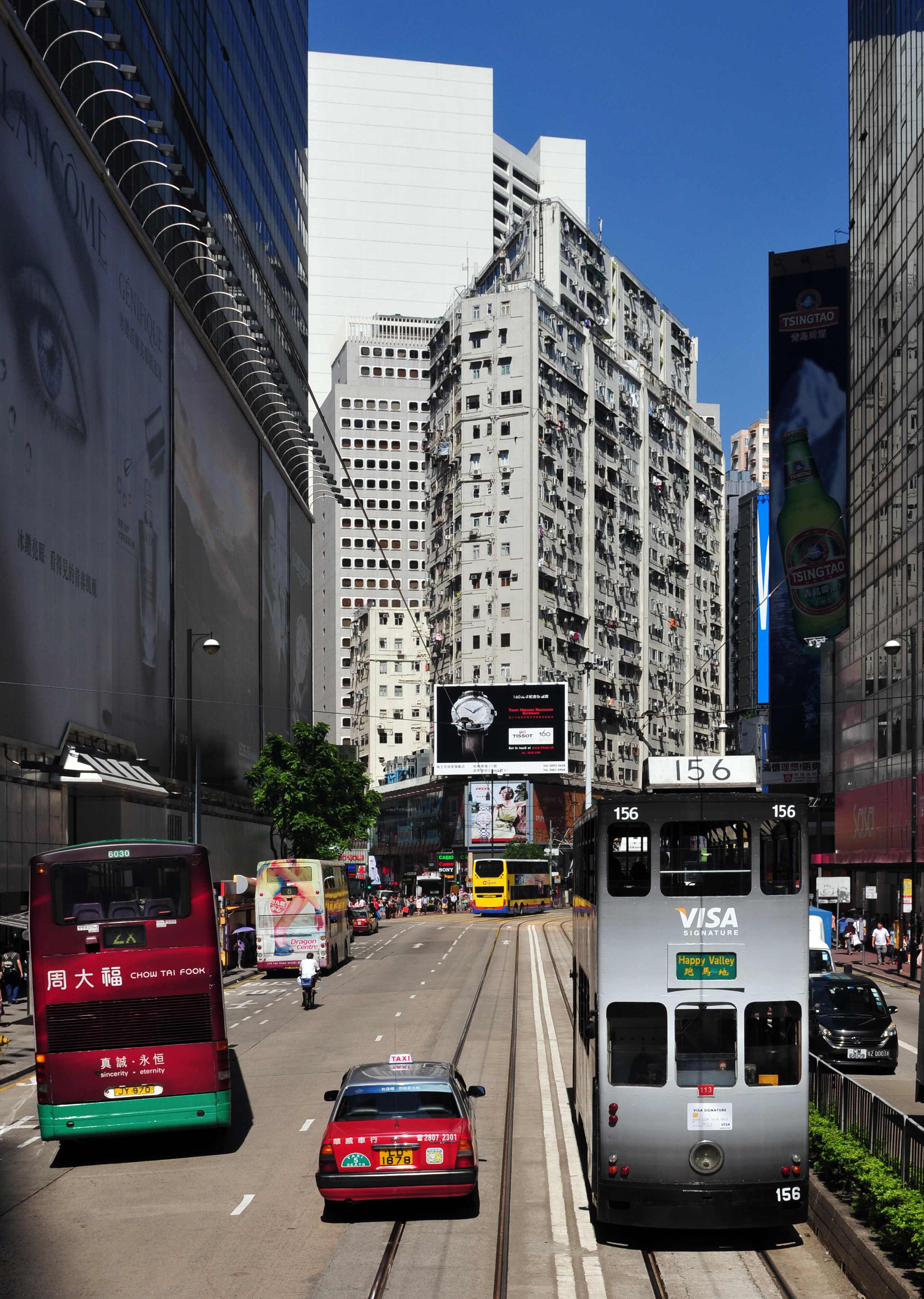

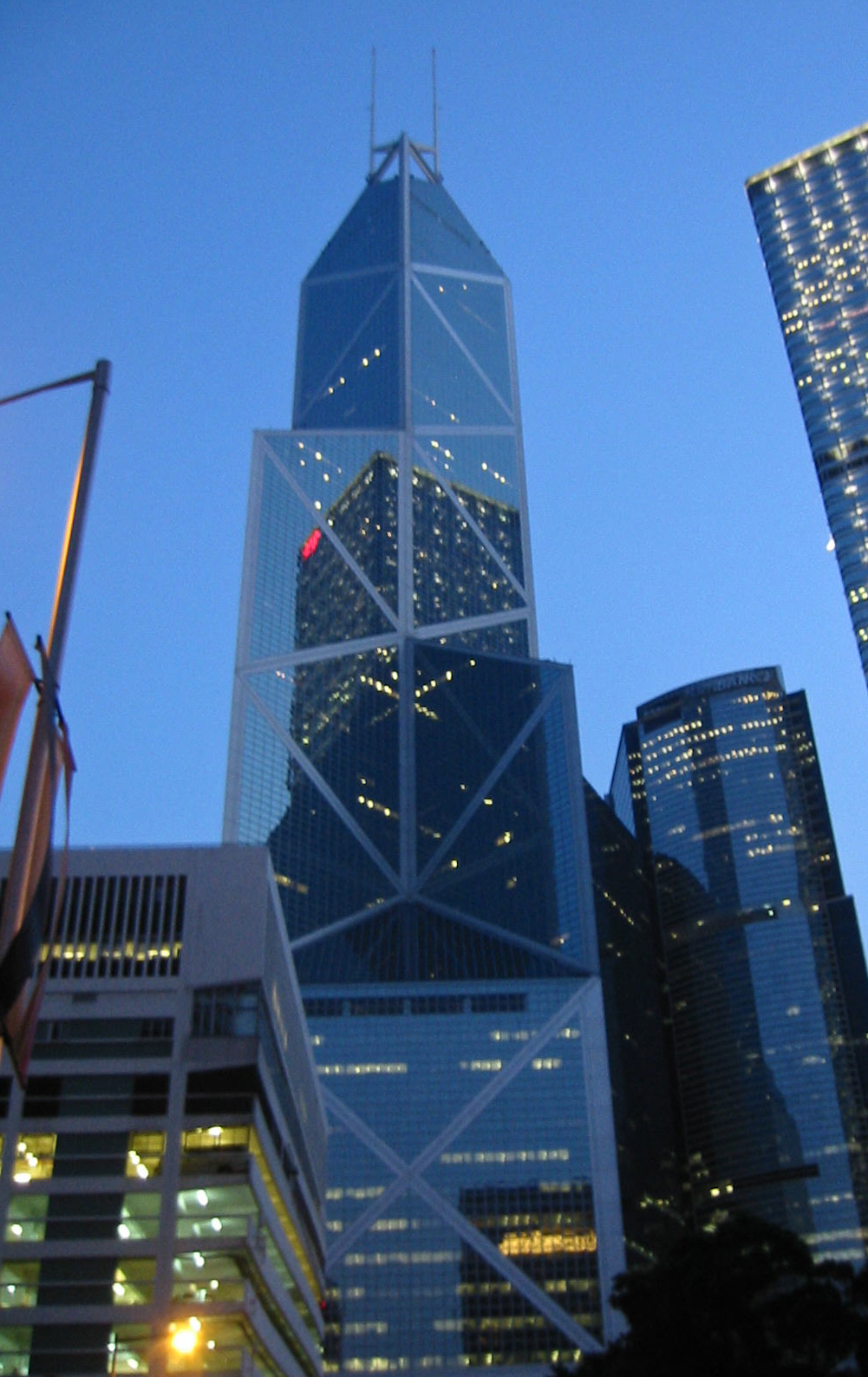
Torre del Banc de la Xina

De caràcter rocós i muntanyós, els límits físics que imposa la pròpia orografia fan que la superfície real edificable sigui en general escassa. El boom econòmic dels anys 70 disparà el creixement poblacional i la necessitat de crear noves infraestructures. Tradicionalment, la urgència per satisfer aquestes necessitats s'ha considerat prioritària respecte a la preservació del llegat històric i arquitectònic de la ciutat. És per això que Hong Kong és una ciutat que es reinventa a si mateixa. El seu perfil es troba sempre en constant evolució.
Fins a dates recents, l'interès per la preservació del llegat arquitectònic ha estat nul o més aviat escàs. Normalment, quan una parcel·la de terreny és revalorada allò vell s'enderroca, i deixa espai a la novetat. Alguns edificis, com el Murray House, un antic edifici colonial de categoria 1, situat a l'àrea que ocupa ara la nova seu del Banc de la Xina, es reubicà a l'àrea sud de l'illa, concretament a Stanley.
És significatiu l'augment del grau de conscienciació dels hongkonguesos respecte a la preservació del seu llegat històric, sobretot al llarg d'aquesta última dècada. Mostra d'això són les diverses protestes que van tenir lloc al final de 2006 en contra de la demolició de l'antic Star Ferry.
Avui dia, l'illa de Hong Kong ha esdevingut una de les capitals mundials de l'arquitectura moderna. Després de Nova York, Hong Kong és la segona ciutat del món amb major nombre de gratacels. La major part d'aquests gratacels es concentren al voltant del districte central, concretament a les àrees de Central, Admiralty i Wan Chai, i al llarg de la línia de costa de la badia del port Victoria en direcció a Causeway Bay. Quatre dels quinze gratacels més alts del món són a Hong Kong.
El skyline de Hong Kong ha esdevingut una de les atraccions turístiques de la ciutat. Amb tal motiu, el departament de turisme de Hong Kong organitza un espectacle de so i llums en què participen molts dels edificis que conformen el seu perfil. Aquest espectacle pot ser vist cada dia de la setmana des de l'avinguda de les Estrelles a Tsim Sha Tsui, Kowloon.
Per contra, la península de Kowloon, enfront de l'illa de Hong Kong, té un menor nombre de gratacels. Fins al 1998 tenia severes restriccions de cota d'alçada per a la construcció de gratacels i edificis. Aquestes restriccions venien motivades per l'emplaçament de l'aeroport de Kai Tak a la mateixa península. Aquell any, després de la inauguració del nou Aeroport Internacional de Hong Kong, i el posterior tancament de l'antic, s'hi aixecaren aquestes restriccions d'alçada. Actualment s'estan alçant alguns gratacels nous a Kowloon, incloent-hi l'International Commerce Centre, acabat el 2010, que és el cinquè gratacel més alt del món (2014), amb 484 m d'alçada.